# Rosie Clarke
Rosie Clarke (* 17. November 1991 in Pembury) ist eine britische Leichtathletin, die sich auf den Hindernislauf spezialisiert.

## Sportliche Laufbahn
Erste internationale Erfahrungen sammelte Rosie Clarke bei den Halleneuropameisterschaften 2015 in Prag, bei denen sie in 4:16,49 min den sechsten Platz im 1500-Meter-Lauf belegte. Im Jahr darauf nahm sie im Hindernislauf an den Europameisterschaften in Amsterdam teil und schied dort mit 10:00,25 min im Vorlauf aus, wie auch bei den Weltmeisterschaften in London im Jahr darauf mit 9:49,36 min. 2018 erfolgte die Teilnahme an den Commonwealth Games im australischen Gold Coast, bei denen sie in 9:36,29 min auf den vierten Platz gelangte. Im August wurde sie bei den Europameisterschaften in Berlin in 9:40,00 min Zehnte.
2016, 2018 und 2019 wurde Clarke Britische Meisterin im 3000-Meter-Hindernislauf. Sie absolvierte ein Finanzstudium an der University of Bath sowie ein Masterstudium für Management am Iona College in New Rochelle.

## Persönliche Bestleistungen
- 1500 Meter: 4:07,69 min, 16. Jun 2018 in Tübingen
  - 1500 Meter (Halle): 4:16,49 min, 8. März 2015 in Prag
- 3000 m Hindernis: 9:31,68 min, 13. Juni 2019 in Oslo